# Мароко на Светском првенству у атлетици у дворани 2022.
Мароко је учествовао на 18. Светском првенству у атлетици у дворани 2022. одржаном у Београду од 18. до 20. марта осамнаести пут, односно учествовао је на свим првенствима до данас. Rепрезентацију Мароко представљало је 5 такмичара који су се такмичили у 3 дисциплине.,
На овом првенству представници Марока нису освојили ни једну медаљу.
У табели успешности према броју и пласману такмичара који су учествовали у финалним такмичењима (првих 8 такмичара) Мароко је са 1 учесником у финалу делио 41. место са 3 бода.
| Плас. | Земља  | 1. место | 2. место | 3. место | 4. место | 5. место | 6. место | 7. место | 8. место | Бр. финал. | Бод. |
| ----- | ------ | -------- | -------- | -------- | -------- | -------- | -------- | -------- | -------- | ---------- | ---- |
| =41.  | Мароко | 0        | 0        | 0        | 0        | 0        | 1        | 0        | 0        | 1          | 3    |

## Учесници
Мушкарци:
- Мустафа Смаили — 800 м
- Абделатиф Садики — 1.500 м
- Abdelati El Guesse — 1.500 м
- Зухаир Талби — 3.000 м
- Хичам Аканкам — 3.000 м

## Резултати

### Мушкарци
| Атлетичар          | Дисциплина | Лични рекорд | Квалификације | Квалификације | Финале                | Финале       | Детаљи |
| Атлетичар          | Дисциплина | Лични рекорд | Резултат      | Место         | Резултат              | Место        | Детаљи |
| ------------------ | ---------- | ------------ | ------------- | ------------- | --------------------- | ------------ | ------ |
| Мустафа Смаили     | 800 м      | 1:44,90      | 1:48,57       | 3. у гр. 2    | Нису се квалификовали | 10 / 23 (24) |        |
| Абделатиф Садики   | 1.500 м    | 3:33,59      | 3:39,38       | 3. у гр. 4    | Нису се квалификовали | 12 / 30      |        |
| Abdelati El Guesse | 1.500 м    | 3:38,04      | 3:47,43       | 6. у гр. 2    | Нису се квалификовали | 25 / 30      |        |
| Зухаир Талби       | 3.000 м    | 7:39,88 о    | 7:48,03 КВ    | 3. у гр. 1    | 7:43,45               | 6 / 33 (34)  |        |
| Хичам Аканкам      | 3.000 м    | 7:44,61      | 7:52,38       | 5. у гр. 3    | Није се квалификовао  | 12 / 33 (34) |        |